# Thứ phi

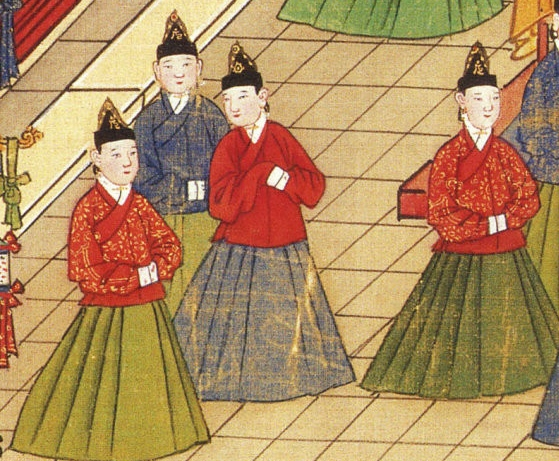
Thứ phi Cung tần thời nhà Minh.

Thứ phi là phiên âm Hán Việt của hai danh xưng chữ Hán khác biệt chỉ đến bộ phận thiếp hoặc phi tần của tầng lớp vua chúa các chế độ phong kiến Đông Á thuộc vùng văn hóa chữ Hán như Trung Quốc, Hàn Quốc, Nhật Bản và Việt Nam.
Hai danh xưng này có sự khác biệt rất lớn, đặc biệt là danh phận và đãi ngộ: "Thứ phi" (với tiếng Trung: 次妃; bính âm: cì fēi) còn được gọi là Thứ thất, được xem là một nửa chính thất, có đãi ngộ tương đối đặc thù; còn "Thứ phi" (với tiếng Trung: 庶妃; bính âm: shù fēi) là cách gọi chung cho tất cả các thiếp, hầu không có danh phận rõ ràng.

## Phân biệt

### Thân phận Thứ thất
Danh xưng Thứ phi (次妃) xuất hiện từ thời kỳ Thượng Cổ, các vị Vua chúa cổ đại lấy nhiều người vợ chính và nhiều vợ thứ, đều xưng là Phi. Trong khi người lớn nhất hàng vợ chính được gọi là "Nguyên phi" (元妃) hay "Chính phi" (正妃), thì người thứ được gọi là "Thứ phi".
Chữ "Thứ" (次) trong chữ Hán chỉ đến vị trí "ở ngay sau", "bậc hai", do đó những thứ phi này thường đều cùng một hạng với chính phi, tức là được làm lễ thành hôn theo quy củ đúng đắn và được công nhận bởi nhà chồng, thế nhưng chi tiết lễ nghi này sẽ lại kém đi một chút so với người chính phi, việc này có phần giống chế độ Bình thê. Từ thời nhà Hán đến hết thời nhà Tống, hai thân phận "Chính thê" và "Thiếp thị" trong hoàng thất được phân biệt rõ ràng, chính phi của các hoàng tử thân vương là người vợ cả duy nhất, còn thiếp hầu gọi bằng những danh xưng như Nhụ nhân (孺人) hay Dắng (媵), những thân phận "Bán chính thê" không mấy khi được đề cập, chỉ duy có các hoàng đế là được hưởng đặc quyền sở hữu các "Bán chính thê" này thông qua những vị trí như Quý phi hoặc Thục phi. Thế nhưng, hai thời kỳ nhà Minh và nhà Thanh lại nổi rộ lên danh phận này trong hàng ngũ hoàng thân, Minh Thái Tổ Chu Nguyên Chương quy định: các Hoàng thái tử, Hoàng tử Thân vương và Hoàng tôn Quận vương ngoài chính phi còn có một dạng thứ thất được hưởng một nửa thân phận chính thê, ấy chính là "Thứ phi". Theo đó, các thứ phi cũng được làm lễ thành hôn như chính phi, cũng có hưởng phẩm phục áo mũ ("Minh sử ghi là hàm Chính nhị phẩm"), cũng được yết kiến tổ tông triều Minh trong Phụng Tiên điện và cũng được sử dụng nghi trượng tương tự với các chính phi. Thế nhưng các thứ phi này vẫn phải thua chính phi ở một mức độ để biểu thị đích-thứ, như hôn lễ không Thân nghênh (親迎), không Truyền chế (傳制) và không làm lễ Thụ sách (受冊). Bên cạnh đó, loại nghi trượng mà thứ phi được dùng cũng phải giảm đi một lượng so với chính phi, đồng thời khi vào cửa cũng phải bái chính phi y hệt lễ bái chồng mình. Về chỗ ngồi ngày bái lạy trưởng bối, thứ phi ngồi ở chỗ hướng Đông gọi là "Đông tọa" (東坐), tức ở bên tay trái của "Chính tọa" (正坐) - nơi dành cho vương và chính phi.
Thời kỳ nhà Thanh định thân phận này bằng danh xưng Trắc phi (側妃), ứng với Trắc Phúc tấn. Địa vị của họ cũng như thứ phi, đều có mũ áo và hôn lễ, thời kỳ trước Càn Long thì họ không khác gì các bình thê. Tuy nhiên sau thời kỳ Càn Long, trắc phi đã có một thân phận xa với chính phi, mặc dù đãi ngộ và vị trí của họ trong vương phủ vẫn cao hơn một quãng xa nếu so với các thị thiếp khác.

### Thân phận Thiếp hầu
Thân phận Thứ phi (庶妃), lại gọi Cung tần (宮嬪), thường dùng để chỉ các hầu thiếp trong hậu cung từ bậc Tần trở xuống, hoặc là một phương thức gọi chung các phi tần không có danh hiệu chính thức, hoặc không được phân ra rõ ràng. Chữ (庶) là từ chữ Hán chỉ tầng lớp bình thường trong 5 thân phận của xã hội Đông Á cổ đại, so với chữ (次) thì có khoảng cách rất lớn, vì thế cách gọi "Thứ phi" này là danh từ quy rộng nói đến thiếp hầu phận thấp.
Trong lịch sử Trung Quốc cổ đại, "Thứ phi" chỉ là một danh xưng gọi các phi tần không rõ thân phận, nên cũng gọi là Cung nhân (宮人) hoặc Hậu cung (後宮). Thời kỳ nhà Hán đến nhà Đường, các thân phận nằm ngoài thứ hạng quy định trong hậu cung đều được liệt vào thứ phi, như Vương Chiêu Quân trước khi được gả sang Hung Nô thì trong một thời gian dài là thứ phi của Hán Nguyên Đế Lưu Thích với thân phận Lương gia tử (良家子). Vào đời Hán, thân phận "Lương gia tử" này tương ứng với Gia nhân tử, mà sách Hán thư có ghi rõ các Gia nhân tử chỉ nhận đãi ngộ theo mùa, thậm chí còn không được xét vào 14 bậc chính thức trong hậu cung vì không được đãi ngộ thạch gạo chính thức mà chỉ là đơn vị đấu. Cá biệt còn có những thân phận tình nhân không rõ ràng của hoàng đế cũng được úp mở thân phận thứ phi, bao gồm Sào Lạt vương phi Dương thị của Đường Thái Tông Lý Thế Dân cùng Ngụy Quốc phu nhân Hạ Lan thị của Đường Cao Tông Lý Trị. Triều đại nhà Tống có cách phân biệt rất cụ thể các thứ phi và các phi tần có phong hiệu chính thức, họ gọi những thứ phi này là Ngự thị (御侍), và thông thường đều được phong tước vị của Mệnh phụ là Quận quân (郡君). Để phân biệt với Quận quân là mẹ hoặc vợ của quan viên triều đình, các Ngự thị được phong Quận quân đều sẽ được gọi theo hình thức: "Ngự thị (phong hiệu) Quận quân". Nơi ở của họ được triều đình gọi là "Hợp" (閤), còn từ Ngũ phẩm Tài nhân trở lên gọi là "Phòng viện" (房院) để phân biệt. Thời kỳ nhà Minh, dưới Hoàng hậu là các bậc Hoàng quý phi, Quý phi, Phi và Tần được quy định rõ ràng, những ai không có sách phong của hoàng đế thì được xưng là Cơ thị (姬侍), thời Minh Thế Tông còn có cách gọi Vị phong Cung ngự (未封宫御), nếu có ân sủng thì họ sẽ được hưởng ân thưởng theo quy tắc trong cung nhưng không có danh xưng. Mặc dù các thứ phi này tuy được thừa nhận là phi tần chính thức, nhưng đãi ngộ chính thức không được duy trì nhất quán, trong trường hợp hoàng đế băng hà thì các thứ phi có thể bị đem tuẫn táng cùng hoàng đế, họ không được dùng lễ an táng và cũng không được dựng bia mộ, chỉ có thể hỏa táng.
Thời Hậu Kim, các vị Thê thiếp của Hãn vương đều xưng Phúc tấn. Thời Nỗ Nhĩ Cáp Xích, các bà vợ có địa vị cao nhất sẽ được goi là "Đại Phúc tấn", các bà vợ thứ có địa vị cao được xưng "Trắc Phúc tấn", còn lại sẽ được gọi là  "Thứ Phúc tấn", tương đương danh xưng Hán ngữ là "Chính phi", "Trắc phi" cùng "Thứ phi". Sau khi nhập quan, hậu cung nhà Thanh hai thời kỳ Thuận Trị cùng Khang Hi ngoài "Tần" trở lên thì còn có 3 bậc đãi ngộ, lần lượt là: Phúc tấn (福晉), Tiểu Phúc tấn (小福晉) cùng Cách cách (格格), sử ký ghi lại thường gọi họ là "Thứ phi". Lúc này vì lý do lễ nghi và tư duy thời kỳ ban sơ, hiện tượng các phi tần triều Thanh "không có phong hiệu chính thức dù có đãi ngộ" đã trở nên hết sức bình thường, như Hiếu Khang Chương Hoàng hậu - mẹ của Khang Hi Đế, sinh thời chỉ là một thứ phi có đãi ngộ hàng "Phúc tấn", hoàn toàn không có phong vị chính thức. Đến thời Khang Hi, triều đình nhà Thanh đã ban định Bát đẳng Hậu phi (八等后妃), trừ Hoàng hậu ra thì phi tần các cấp bậc như sau:
1. Hoàng quý phi: 1 người tại vị;
2. Quý phi: 1 người tại vị; đến thời Càn Long đổi thành 2 người tại vị;
3. Phi: 4 người tại vị;
4. Tần: 6 người tại vị;
5. Quý nhân: không hạn định;
6. Thường tại: không hạn định;
7. Đáp ứng: không hạn định;

Và dù đã ban ra 8 bậc này, thế nhưng hậu cung suốt thời kỳ Khang Hi vẫn còn có rất nhiều người đương thời chỉ là thứ phi, song đãi ngộ lại dùng các nhu thiết của các bậc đã quy định ở trên, ví dụ như Khác Huệ Hoàng quý phi lẫn Tuyên phi đều từng có những đãi ngộ hàng Phi; lại như Bình phi Hách Xá Lý thị từ khi vào cung lần lượt từ đãi ngộ Quý nhân lên thẳng đãi ngộ hàng Phi, nhưng đến khi qua đời thì bà mới được triều đình định phong hiệu là "Bình".
Sang thời Ung Chính, các cung nữ được sủng hạnh đều có đãi ngộ thuộc hàng phi tần dù danh phận không rõ ràng, họ là các Quan nữ tử. Bởi vì chỉ từ Tần trở lên mới nhận sách phong và có phong hiệu, Quý nhân trở xuống trong hậu cung nhà Thanh vẫn tương ứng cách gọi thứ phi, họ không được hưởng phong hiệu mà chỉ gọi bằng xưng hiệu và không được ban áo mũ chính thức.

## Chế độ nhà Nguyễn
Cũng như các triều đại khác, Hậu cung nhà Nguyễn cũng vẫn có những thứ dạng được liệt vào hàng thứ phi, ấy là Cung nhân (宮人), Cung nga (宮娥) cùng Thị nữ (侍女).
Đây là những thứ phi ở nội đình đông đảo nhất, nhiều hơn các phi tần có sách phong bậc cung giai, tức là từ Tài nhân trở lên. Nhận định này được xác định thông qua sự xuất hiện các bài vị của Cung nhân, Cung nga, Thị nữ chiếm rất nhiều trong các điện thờ trên các lăng tẩm triều Nguyễn. Tuy nhiên, các thứ phi này không có sách phong chính thức nào cả, là mức cơ bản nhất của người được chọn làm thứ phi khi mới vào nội đình, sau đó có biểu hiện tốt thì mới sách phong lên bậc cao. Hằng năm, Nội vụ phủ sẽ cung cấp đồ mùa xuân và mùa đông chia đều cho các cấp bậc từ thứ phi đến nữ quan thị tỳ.